# Малапропізм
Малапропізм (фр. mal à propos ― «недоречно») ― неправильне слововживання, заміна одного слова іншим схожим за звучанням.
Назва походить від імені персонажа комедії Річарда Шерідана «Суперники» (1775) місіс Малапроп, яка не до ладу вживає іноземні слова, наприклад «епітафія» замість «епітет».